# Beauregard-et-Bassac
Beauregard-et-Bassac är en kommun i departementet Dordogne i regionen Nouvelle-Aquitaine i sydvästra Frankrike. Kommunen ligger i kantonen Villamblard som tillhör arrondissementet Bergerac. År 2022 hade Beauregard-et-Bassac 308 invånare.

## Befolkningsutveckling
Antalet invånare i kommunen Beauregard-et-Bassac
Referens:INSEE